# José Ignacio Valenzuela
José Ignacio Valenzuela Güiraldes (Santiago, 29 de abril de 1972), conocido también con el apodo de Chascas, es un escritor y guionista chileno. Autor de guiones de telenovelas nacionales y extranjeras —entre las que destacan Amor a domicilio, La familia de al lado, Dama y obrero, Santa diabla y la adaptación de Lola y una de sus últimas obras literarias "Hashtag"—, ha participado también en el desarrollo de diversos proyectos televisivos, literarios, cinematográficos y teatrales en Chile, México, Estados Unidos y Puerto Rico. Ha publicado una serie de novelas y cuentos de ficción, y se ha desempeñado además como profesor e instructor de escritura creativa.

## Biografía
José Ignacio Valenzuela Güiraldes nació el 29 de abril de 1972 en la comuna de Las Condes, Santiago. Hijo de José Miguel Valenzuela Fuentes y Cecilia Güiraldes Camerati
Su pasión por la lectura y la escritura fue provocada en gran parte por los libros de cuentos de Disney que guardaba en casa cuando era niño. No sabía que cuando Tinker Bell sonaba, había que voltear el disco, por lo que el "Chascas" tenía que tratar de darle a cada historia un final apropiado. Por ejemplo, Blancanieves termina siendo maestra en una escuela y los enanitos (alumnos) le traen manzanas.
Así, a los 15 años pudo ayudar a su tía, la autora infantil Ana María Güiraldes, a escribir gratis el guion del programa de TVN Arboliris.
Estudió en el Colegio Alianza Francesa en Santiago. Luego de graduarse, estudió literatura y estética en la Pontificia Universidad Católica de Chile. Ha tenido una destacada carrera como escritor y guionista de cine y televisión en Chile, México y Estados Unidos. En televisión, ha creado más de una docena de telenovelas para el Canal 13 de Chile y para las cadenas mexicanas Televisa y Televisión Azteca. Es autor de una serie de más de cinco novelas en Chile y México.
Entre 1991 y 1992 colaboró con artículos y cuentos en el suplemento Zona de Contacto de El Mercurio. Posteriormente, de 1995 a 1997, fue editor literario de la columna El Diario de una Novia en Revista de Novios. En 1996, bajo la dirección de Angujar Ediciones, publicó su primera novela, Qué pasó con Sofía Alcántara. En 1999, con la ayuda de LOM Ediciones, crea la colección de cuentos "Con La Noche Encima". En 2005, tras ganar un concurso de selección, su cuento "Malas Costumbres" fue incluido en la publicación Karma Sensual de El Taller del Poeta. Estando en Puerto Rico publicó "El Filo de tu Piel" y en el mismo país en 2007 "El caso de la actriz a la que nadie quería", novela con tintes policiacos. En 2010, lanzó La Mujer Infinita, inspirado en la fotógrafa Tina Modotti.
Inició su carrera televisiva en 1994 como escritor y asesor de la telenovela Amor a domicilio, recordando: "Hace muchos años le lancé una idea a Canal 13. Eran 20 líneas escritas a mano y se convirtió en Amor a domicilio, mi primera telenovela. Les gustó la idea y me pidieron que escribiera un capítulo, que escribí esa noche y al día siguiente. Me llaman y de repente me veo balanceándome en una bola de nieve que se hace más grande y me lleva cada vez más lejos. Estoy tan feliz". De hecho, Televisa lo llevó a vivir a México y le ofreció un contrato de 11 años que incluía chofer, departamento y hasta jacuzzi. Se negó porque no le gustaba echar raíces. Dijo que prefiere artículos únicos. Así que no sorprende que continuara escribiendo para Chile a pesar de que vivía en México, país muy importante dentro de América. Gran parte de su obra se ocupa de temas femeninos, lo que él llama "sujetos", que lo fascinan, y lo sabe tan bien que hoy puede afirmar que los hombres de los sueños de las mujeres son (desgraciadamente para ellas) homosexuales.
Para él, la mejor forma de contar una gran mentira (historia) es "mirar alrededor tuyo y a partir de ahí inventarla. La base de todo lo que hago es la realidad, y la modifico, la tuerzo, la cuento como si fuera una mentira, pero siempre parte de la verdad y siempre, de alguna manera, estoy hablando de mí, aunque no quiera”.
Es un convencido de que "el ser humano no puede vivir sin conflicto, porque vivir sin eso significa que no tienes nada que conquistar. Estás parado en una baldosa en tu casa y no tienes por qué pasar a la del lado. Por lo tanto, eso es sinónimo de morirse. Por otro lado, las teleseries como género siempre venden una oferta de esperanza. Siempre cuentan que los problemas se solucionan y eso es una realidad ficticia de la que todos nos convencemos un poquitito; ‘se te va a pasar el dolor, todo se va a pasar’, eso es la teleserie. Tú haces un contrato con el público y dices ‘te voy a tratar pésimo cien capítulos, voy a demostrarte que la vida es espantosa, pero al final vamos a sonreír todos y eso nos va a permitir ser un poquito mejores”.
Su experiencia e instrucción en escritura creativa y de guiones ha llevado a Valenzuela a compartir sus conocimientos como académico e instructor en cátedras universitarias y talleres. En ese sentido, ha dictado cursos principalmente en la Universidad del Sagrado Corazón de Puerto Rico.
En el cine, José Ignacio Valenzuela se ha desempeñado mayoritariamente como guionista, aunque también ha actuado como inversionista y asesor. Escribió los guiones de Corazón de Melón (México, 2003), Manuela y Manuel (Puerto Rico, 2007), La sangre iluminada (México, 2008), Las estrellas del estuario (Puerto Rico, 2008) y Miente (Puerto Rico, 2009), -que fue seleccionada como la representante de Puerto Rico en los premios Oscar de 2011-. Durante 2007 se filmó su película "Manuela y Manuel, todas esperan por él", seleccionada como parte de la muestra oficial del AFI Fest del mismo año y que se estrenó en marzo de 2008. En abril del mismo año estrenó "La Sangre Iluminada" en México, película dirigida por el cineasta Iván Ávila.
Confiesa que uno de sus grandes vicios es la oscuridad: "“Me gusta la oscuridad. Por lo tanto, me encanta la noche y los lugares donde la luz no llega. Tengo fascinación por los temas que involucran lugares donde la luz no llega, como cines, cuevas, sótanos, túneles, catacumbas, iglesias de noche, áticos, bosques... Me gustan las ciudades de noche, salir tarde, cuando ya se han apagado las luces y en la calle salen las sombras. No significa que siempre trabaje con eso, pero me gusta sentir que estoy en un lugar donde, de pronto, la luz se va y uno tiene que descubrir en medio de qué quedó, a tientas, por intuición, que en gran medida se parece al ejercicio de la escritura. Eso me perturba y me fascina".
Actualmente, tras su paso por la cadena estadounidense Telemundo, regresó a trabajar con TV Azteca, luego de más de diez años, para escribir La Hija Pródiga, estrenada el 23 de octubre de 2017. La telenovela cuenta la historia de una joven que aparece veinte años después de haber desaparecido durante sus vacaciones en Acapulco.
Dama y Obrero ha sido la última teleserie que Valenzuela escribió para Chile. El guionista manifiesta que la principal razón para mantenerse alejado de las pantallas chilenas son los constantes cambios en las parrillas programáticas que han impuesto los ejecutivos de los canales de televisión, en su obsesión por el rating, pasando a llevar la producción al aire y a los televidentes que la siguen.
Paralelo a su carrera como escritor de teleseries, Valenzuela también se ha hecho de un nombre como un prolífico escritor de novelas y cuentos literarios. Entre sus obras más destacadas podemos citar la Trilogía del Malamor (Hacia el Fin del Mundo, La Raíz del Mal y El Árbol de la Vida), Mi Abuela, la Loca, El Filo de tu Piel y su más reciente novela Hashtag.

## Vida personal
Hijo de José Miguel Valenzuela Fuentes y de Cecilia Violeta Güiraldes Camerati, nació en el barrio de Las Condes, en Santiago de Chile. Es sobrino de la reconocida autora infantil chilena Ana María Güiraldes, a quien en 1992 acompañó como coescritor en el programa Arboliris de Televisión Nacional de Chile. Vivió 8 años en Puerto Rico, 2 años en Nueva York y casi 10 años en México. En la actualidad reside en la ciudad de Miami, Estados Unidos.

## Carrera
Egresado del colegio de la Alliance Française de Santiago, estudió Literatura y Estética en la Universidad Católica. Tiene un largo trayecto como escritor y guionista de cine y televisión en Chile, México y Estados Unidos. Para la televisión ha escrito más de doce telenovelas en Canal 13, dos  para TVN, así como para las cadenas mexicanas Televisa y Televisión Azteca y para la estadounidense Telemundo. Es autor de más de cinco series de ficción y dieciocho telenovelas, en su patria, Estados Unidos y México. También ha escrito diversas obras teatrales, que se han presentado en Chile, Venezuela, Perú, Estados Unidos, Guatemala, México y España.

### Televisión

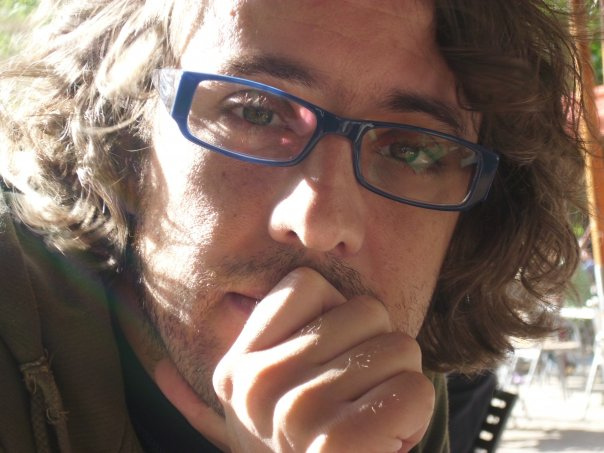
Valenzuela en 2010

La carrera en televisión de Valenzuela se inicia en Chile en 1995 en Canal 13 de Chile, como escritor y asesor en la telenovela Amor a domicilio. Un año más tarde realiza la versión sitcom de la misma producción. Permanece en esa estación televisiva hasta el segundo semestre de 2010, cuando se integra a TVN con La familia de al lado. Luego de trabajar en paralelo durante más de quince años en México para Televisa y TV Azteca, emigra a Telemundo en Estados Unidos donde estrena una adaptación de su última telenovela, con el título de La casa de al lado. En 2012, escribió Dama y obrero, la segunda telenovela de las 14:30 horas en TVN que se convierte en un fenómeno de sintonía y al año siguiente, en 2013, Telemundo realiza su propia versión de dicha historia protagonizada por Ana Layesvka y Jorge Luis Reséndez y antagonizada por Fabián Ríos, Sofía Lama y Felicia Mercado. Valenzuela crea asimismo para Telemundo la exitosa telenovela Santa diabla, protagonizada por Gaby Espino y Aarón Díaz, antagonizada por Carlos Ponce y Ximena Duque, y cuyo estreno fue en agosto del 2013.

### Trabajos destacados
| Producción              | Tipo       | Transmitida por        | Año             | Rol                   | Notas                       |
| Amor a domicilio        | Teleserie  | Canal 13               | 1995            | Escritor              |                             |
| Marparaíso              | Teleserie  | Canal 13               | 1998            | Escritor              |                             |
| Sabor a ti              | Teleserie  | Canal 13               | 2000            | Escritor              |                             |
| Papi Ricky              | Teleserie  | Canal 13               | 2007            | Colaborador           | Colaboración                |
| Lola                    | Teleserie  | Canal 13               | 2007            | Escritor              | Adaptación                  |
| Don amor                | Teleserie  | Canal 13               | 2008            | Escritor              |                             |
| Cuenta conmigo          | Teleserie  | Canal 13               | 2009            | Escritor              |                             |
| Amor a domicilio        | Sitcom     | Canal 13               | 1996            | Escritor              |                             |
| Historias de Eva        | Serie      | Chilevisión            | 2005-2006       | Escritor              | Tres capítulos              |
| La otra cara del espejo | Serie      | Mega                   | 2000-2001, 2006 | Escritor              |                             |
| Amores                  | Teleserie  | Tu Universo Televisión | 2004-2005       | Creador y escritor    |                             |
| La familia de al lado   | Teleserie  | TVN                    | 2010            | Escritor              |                             |
| La casa de al lado      | Telenovela | Telemundo              | 2011            | Escritor y adaptación |                             |
| Dama y obrero           | Telenovela | TVN                    | 2012            | Escritor              |                             |
| Dama y obrero           | Telenovela | Telemundo              | 2013            | Escritor              | Adaptada por Sandra Velasco |
| Santa diabla            | Telenovela | Telemundo              | 2013            | Escritor              |                             |
| La hija pródiga         | Telenovela | TV Azteca              | 2017-2018       | Escritor              |                             |

### Cine
En el cine, Valenzuela se ha desenvuelto mayormente como guionista, aunque también ha actuado como inversionista y asesor. Ha escrito los guiones de Manuela y Manuel, —rodada en 2007 por el puertorriqueño Raúl Marchand Sánchez, seleccionada como parte de la muestra oficial del AFI Fest del mismo año y estrenada en marzo del año siguiente—;  La sangre iluminada, película dirigida por Iván Ávila (México, 2008) y Miente (2009), dirigida por Rafi Mercado y basada en la novela Different (2001) de Javier Ávila, que fue seleccionada como la película oficial de Puerto Rico en los premios Oscar de ese mismo año. En 2013 se anuncia la filmación de la película "La mujer infinita", basada en su libro del mismo nombre, coescrita por Valenzuela y Lucía Puenzo, y protagonizada por Leonor Varela.

### Literatura
Durante los años 1991-1992 escribe artículos e historias cortas para el suplemento Zona de Contacto de El Mercurio. Posteriormente trabaja para Revista de Novios como editor literario en su columna El Diario de una Novia (1995-1997). En 1996, bajo Andujar Ediciones, publica su primera novela, Qué pasó con Sofía Alcántara y tres años después su primer volumen de cuentos, Con la noche encima. En 2005 su relato Malos hábitos es incluido en Karma sensual, publicación de El Taller del  Poeta. En Puerto Rico saca las novelas El filo de tu piel y El caso de la actriz a la que nadie quería, esta última con un toque detectivesco. Allí publica también el volumen de cuentos Salida de emergencia (2011). En México lanza La mujer infinita (2010), novela inspirada en la fotógrafa Tina Modotti. y los tres libros de la Trilogía del Malamor (Hacia el fin del mundo, La raíz del mal y El árbol de la vida). En 2012 sale en Chile y México el manual Taller de escritura de telenovela. Es autor de la serie juvenil policial Cuatro ojos, que consta de los títulos El caso de la actriz a la que nadie quería, El caso del crucero llamado Neptuno, El caso de la máscara de jade y El caso del Cerro Panteón. El año 2013 forma parte de la antología brasileña llamada El último libro del fin, con el cuento "Fin de sueño". El año 2014 también es invitado a participar de la antología de narradores de Miami titulada Viaje One Way, con el relato "Opiniones". En 2014 publica su primer libro dedicado a público infantil, titulado ¿De qué color es tu sombra? y se edita en Chile su novela "El filo de tu piel", a casi diez años de haberse publicado por primera vez en el extranjero. A comienzos del 2015, se estrena con gran aceptación como columnista del periódico estadounidense Huffington Post, con el blog quincenal llamado "El making of de un libro", donde comparte su proceso de escritura de una novela policial. En 2021 recibe el Premio de Literatura Infantil y Juvenil Campoy-Ada 2020 de la Academia Norteamericana de la Lengua Española, por su obra infantil Conoce a Mario Moreno “Cantinflas”.

### Trabajo académico
Su experiencia en escritura creativa y guiones ha llevado a Valenzuela a desempeñarse como académico e instructor en cátedras universitarias y talleres. Ha dictado cursos en las universidades  del Sagrado Corazón de Puerto Rico y Católica de Chile, así como en la Fundación Académica del Nuevo Cine de República Dominicana. Como resultado de dicho trabajo, el año 2012 publica en Chile y México el libro  Taller práctico de escritura de telenovela, que plasma en un solo manual todo su método de escritura y enseñanza de la telenovela.

## Distinciones

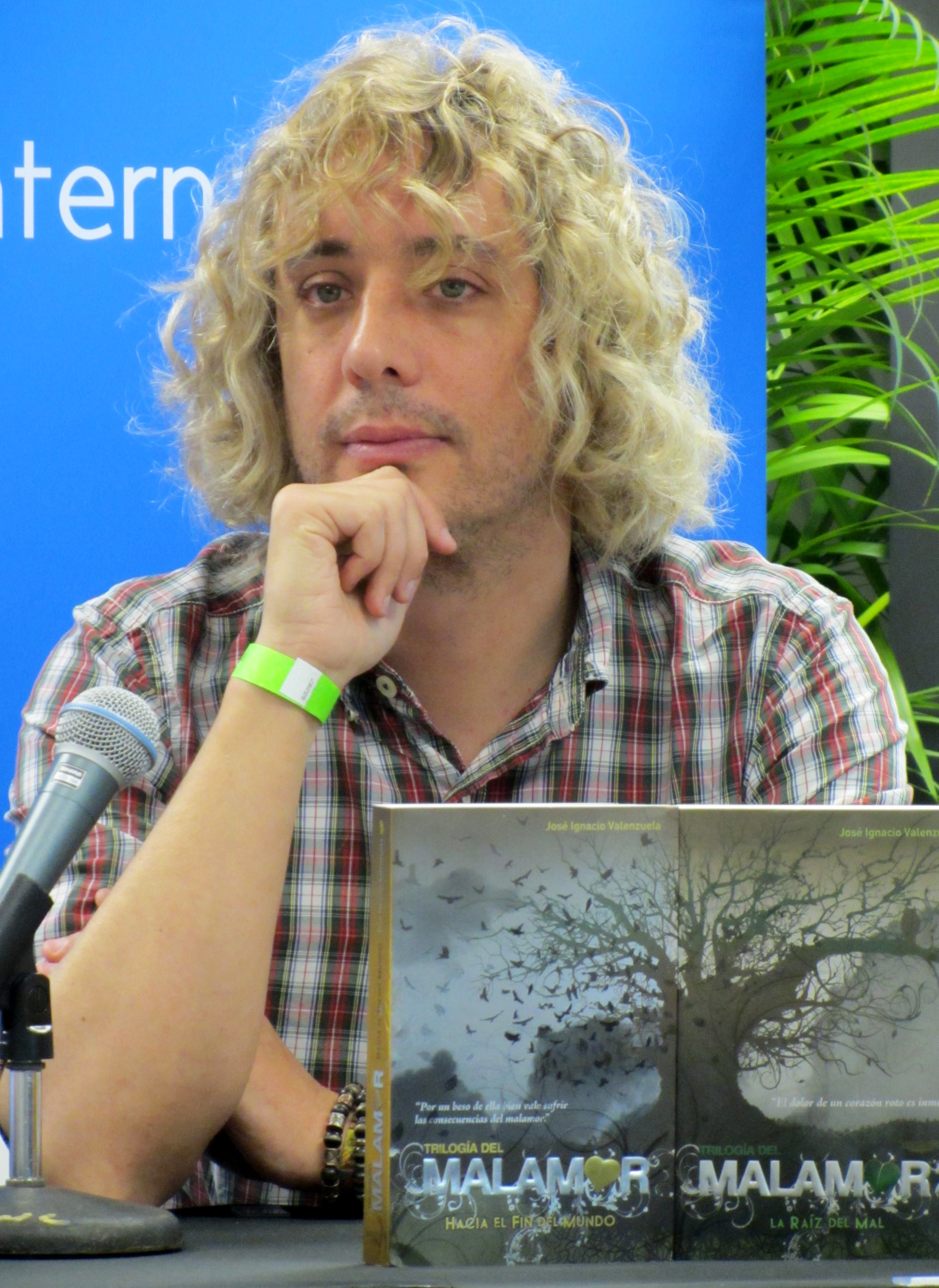
Valenzuela en la Feria Internacional del Libro de Miami 2014

Como guionista de cine, ha obtenido numerosos premios entre los que destacan el apoyo del Instituto Sundance por La sangre iluminada (la película se estrenó en México en 2007) o Il callice Della colina, por Corazón de melón (dirigida por el mexicano Luis Vélez] y estrenada en 2003). En 2005 fue nominado a un Emmy (Suncoast Chapter) por su trabajo como escritor de la serie televisiva Amores. En 2008 fue seleccionado para integrar el exclusivo taller de guionistas organizado en Suiza por la fundación Dreamago. Fue seleccionado por la revista About.com en español, perteneciente al New York Times, como uno de los diez mejores escritores latinoamericanos menores de cuarenta años. El 2012, su telenovela La casa de al lado gana como Best novela of the Year, en los Miami Life Awards. El 2014, la telenovela "Santa Diabla" se adjudica por medio de votación popular la distinción "Novela del año" en los Premios Tu Mundo.
| Organización/Premio                                                           | Distinción              | Año  | Realización                      | Notas               |
| Concurso de videos de la Federación de Estudiantes de la Universidad Católica | Primer lugar            | 1993 | Ha cambiado                      |                     |
| Concurso Literario del Instituto de Letras de la Universidad Católica         | Tercer lugar            | 1993 | Después de eso, el mar           |                     |
| Concurso Literario de la Federación de Estudiantes de la Universidad Católica | Primer lugar            | 1994 | Definitivamente entre sus brazos |                     |
| Instituto de Comunicación PROCOM                                              | Mejor guionista del año | 1995 |                                  |                     |
| Diosa de la Plata                                                             | Mejor guionista del año | 2004 |                                  | Otorgado en México. |
| Festival de Monfort D'Alba                                                    | Il Calice della Colina  | 2004 | Corazón de melón                 |                     |
| Emmy Award (Suncoast Chapter)                                                 | Writing                 | 2005 |                                  |                     |

## Producciones

### Telenovelas

#### Historias originales
- Amor a domicilio (1995)
- Marparaíso (1998)
- Sabor a ti (2000)
- Don amor (2008)
- Cuenta conmigo (2009)
- La familia de al lado (2010)
- Dama y obrero (2012)
- Santa diabla (2013)
- La hija pródiga (2017-2018)

#### Adaptaciones
- El país de las mujeres (2002) - Original de Leonardo Padrón
- Papi Ricky (2007) - Original de Arnaldo Madrid
- Lola (2007) - Original de Susana Cardozo y Pablo Lago

#### Nuevas versiones reescritas por él mismo
- Marea brava (1999) (Marparaíso)
- La casa de al lado (2011) (La familia de al lado)

#### Nuevas versiones reescritas por otros
- Y mañana será otro día (2018) (Cuenta conmigo) - Versión y libretos por Martha Carrillo y Cristina García
- Dama y obrero (2013) (Dama y obrero) - Por Sandra Velasco

### Series de ficción
- Donde hubo fuego (México, 2022)
- ¿Quién mató a Sara? (México, 2021)
- La otra cara del espejo (Chile, 2006)
- Historias de Eva (Chile, 2005 – 2006)
- Cada quien su santo (México, 2010): colaboración
- La vida es una canción (México, 2005 – 2006): colaboración
- Lo que callamos las mujeres (México, 2001 – 2006): colaboración
- Amores (Puerto Rico, 2004)
- SPP, Sin permiso de tus padres (México, 2002)
- Amor a domicilio, la comedia (Chile 1996)

### Libros
- Cuando nadie te ve, Ediciones B, 2023
- Mona Carmona y el enigma de la Sagrada Familia, Destino Infantil & Juvenil, 2021
- Conoce a Mario Moreno “Cantinflas”,Premio de Literatura Infantil y Juvenil Campoy-Ada 2020, Vista Higher Learner, 2020
- Un monstruo en la familia, libro infantil, Planeta México, 2020
- Escritorxs salvajes, Antología de cuentos, Editorial Hypermedia Inc., Estados Unidos, 2019
- Mi tío Pachunga, libro infantil, Birabiro España, 2019
- El filo de tu piel (edición aniversario), novela, Suma de Letras México, 2019
- To the end of the world, novela, Deletrea Estados Unidos, 2018
- Hashtag, novela, Nube de Tinta, 2017
- Mi abuela, la loca, libro infantil, Birabiro España, 2016
- Miami (Un)plugged, Antología de crónicas, Ediciones Suburbano, Estados Unidos, 2016
- Pepito y la calle más aburrida del mundo, novela, México, 2016
- Malaluna, novela, México, 2015
- Mi abuela, la loca, novela, México, 2015
- El infierno de las muñecas, novela, Chile, 2015
- El filo de tu piel, novela, Chile, 2014
- Viaje One Way, Antología de cuentos, Ediciones Suburbano, Estados Unidos, 2014
- ¿De qué color es tu sombra?, libro infantil, Alfaguara México, 2014
- Salida de emergencia, Cuentos, Punto de Lectura, México, 2014
- El último libro del fin, Antología de cuentos, Brasil, 2013
- El caso del Cerro Panteón, novela juvenil, Alfaguara México, 2013
- El árbol de la vida, novela juvenil (3ª de la Trilogía del Malamor), Alfaguara México, 2013
- ¿Querías saber la verdad?, Cuentos, eBook, Estados Unidos, 2013
- El caso de la máscara de jade, novela juvenil, Alfaguara México, 2013
- Taller práctico de escritura de telenovela, manual, México, 2013
- La raíz del mal, novela juvenil (2ª de la Trilogía del Malamor), Alfaguara México, 2012
- Taller de escritura de telenovela, manual, Chile, 2012
- El caso del Cerro Panteon, novela juvenil, México, 2012
- Salida de emergencia, cuentos, Terranova, Puerto Rico, 2011
- Hacia el fin del mundo, novela juvenil (1.ª de la Trilogía del Malamor), Alfaguara México, 2011
- El caso del crucero llamado Neptuno, novela juvenil, México, 2011
- La mujer infinita, novela, México, 2010
- El filo de tu piel, novela, México, 2009
- El caso de la actriz a la que nadie quería, novela juvenil, Puerto Rico, 2007
- El filo de tu piel, novela, Puerto Rico, 2006
- Con la noche encima, cuentos, LOM Ediciones, Santiago, 1999
- Qué pasó con Sofía Alcántara, novela, Andujar Ediciones, Chile, 1996

### Películas
- Las estrellas del estuario, Puerto Rico, 2008
- Miente, Puerto Rico, 2008
- Manuela y Manuel, Puerto Rico, 2007
- La sangre iluminada, México, 2007
- Corazón de melón, México, 2002

### Teatro
- Tres maneras de mentir, Guatemala, 2015
- El santo prepucio (coescrita con Julián Quintanilla), USA, 2015
- Número seis, USA, 2014
- En la playa, USA, 2014
- Instrucciones para una bofetada, USA, 2014
- El gran día de la madre (coescrita con Julián Quintanilla), España, 2014
- El día de la madre (coescrita con Julián Quintanilla), Chile, 2013
- Manuela y Manuel esperan por él, Chile, 2004
- Para que nunca amanezca, México, 1998